# Ulaangom

Ulaangom (mongoliska: Улаангом, "röd sand") är huvudstaden i provinsen Uvs i Mongoliet. Den utgör ett distrikt, Ulaangom Sum (Улаангом сум).
Staden ligger vid den sydvästra kanten av landets största sjö, Uvs Nuur, på Charchiraabergens sluttningar, nära den ryska gränsen. Staden har en befolkning på 26 319 invånare (år 2000). 
Ulaangom är beläget på omkring 938 meters höjd, vilket är en av de lägsta punkterna i landet. Staden ligger i en av de kallaste regionerna i Mongoliet. Temperaturen kan sjunka till -45 °C på vintern, och stiga till +40 °C på sommaren.
I staden finns flera monument från kommunisttiden, däribland en staty av Jumdzjaagijn Tsedenbal mittemot provinsregeringens ämbetsbyggnad. Det finns en universitetsfilial, en yrkesskola och fem gymnasieskolor. Ulaangom har två förorter: Tjandman (Чандман) och Uliasnij Chev (Улиасний Хэв). 
Ulaangom är förbundet med den ryska gränsen via en motorväg, och importerar sin elektricitet från Ryssland. Staden har en flygplats med flygningar till och från Ulan Bator. Ulaangom är beläget på sträckningen för en kommande motorväg genom landet.
Ulaangom tros ha grundats år 1686. Historiska lämningar visar på förekomst av spannmålsodlingar i området från sent 1600-tal. Klostret på orten grundades år 1871 som Detjinravdzjaa-klostret.
År 2006 öppnade den ryska delrepubliken Tuva ett konsulat i staden, och ett kontor för representanter från provinsen Uvs i Kyzyl i Tuva.